# Malo mora na mom dlanu
Malo mora na mom dlanu prvi je uživo album splitske glazbenice Meri Cetinić, kojeg 2001. godine objavljuje diskografska kuća Menart.
Materijal za album sniman je na koncertu Meri Cetinić održanog u HNK-u u Splitu 4. svibnja 1999. godine. Skladba "Konoba" snimljena je na koncertu održanog 5. svibnja 2001. godine u Koncertnoj dvorani "Vatroslava Lisinskog".
2002. godine Malo mora na mom dlanu osvaja diskografsku nagradu Porin u kategoriji za najbolji album zabavne glazbe.

## Popis pjesama
1. "Jubav si moja zauvik" (3:35)
  - (M.Cetinić)  Meri i klapa "Kumpanji"
2. "Zemlja dide mog" (3:52)
  - (V.Barčot - M.Cetinić)
3. "Malo mora na mom dlanu" (5:39)
  - (M.Cetinić – K.Juras)
4. "Me and Bobby McGee" (4:53)
  - (K.Kristofferson)
5. "Konoba" (5:06)
  - (S.M.Kovačević – R.Šunjić) Meri i Tedi Spalato
6. "Budi dobra prema njemu" (3:28)
  - (Z.Runjić – J.Fiamengo)
7. "Zar si želio baš to" (3:49)
  - (M.Cetinić)
8. "Will you still love me tomorrow" (4:56)
  - (C.King) Meri i Zorica Kondža
9. "Samo tuga ostaje" (4:18)
  - (M.Cetinić)
10. "Čet'ri stađuna" (3:53)
  - (Z.Runjić – T.Zuppa)
11. "U meni budiš ženu" (4:15)
  - (M.Cetinić)
12. "You've got a friend" (5:25)
  - (C.King) Meri i Oliver Dragojević
13. "Moja ljubav je k'o more" (3:13)
  - (M.Cetinić)
14. "U prolazu" (4:21)
  - (Z.Runjić – J.Fiamengo)
15. "More" (6:06)
  - (S.M.Kovačević) Meri, Tedi, Oliver, Zorica, Mare
16. "Lastavica" (4:00)
  - (Z.Runjić – J.Fiamengo)
17. "Konoba" (4:49)
  - (S.M.Kovačević) Meri i klape:Cesarice, Sinj, Dalmatinke, Puntari, Nostalgija, Solist: Stipe Breko, Klavir: Meri Cetinić, Lisinski, 5. svibnja 2001.

## Izvođači
- Meri Cetinić - Vokal, glasovir
- Zlatko Brodarić - Gitara
- Tedi Spalato - Akustična gitara ("Konoba")
- Nenad Bego - Bas gitara
- Joško Banov - Glasovir
- Nenad Šiškov - Klavijature
- Željko Milić - Saksofon
- Boris Popov - Udaraljke
- Žarko Siriščević - Bubnjevi
- prateći vokali - Brankica Brodarić, Alenka Milano, Teo Brajčić

### Produkcija
- Producenti - Meri Cetinić, Ante Cetinić, Joško Banov
- Izvršni producent: Meri Cetinić
- Snimatelj - Bruno Molnar
- Naslovna fotografija - Duško Vlaović
- Fotografije s koncerta - Saša Burić
- Koncert sniman Hrvatskim radio tonskim kolima TK-4
- Urednica radijskog prenosa - Marija Runjić
- Asistent Meri Cetinić pri odabiru pjesama i montaže - Ivana Burić
- Remaster: Ante Cetinić (studi "Antesonic", Arnhem, Nizozemska)

## Vanjske poveznice
- Službene stranice Meri Cetinić - Recenzija albuma